# Paul Juda
Paul Juda, född 7 juli 2001 i Des Plaines, Illinois är en amerikansk gymnast.

## Karriär
Vid världsmästerskapen i artistisk gymnastik 2023 ingick han i det amerikanska laget som tog brons. Han ingick även det amerikanska laget som tog brons vid OS 2024.